# 매일마을버스
매일마을버스(每日―)는 서울특별시 강동구의 옛 마을버스 회사였고, 본사는 서울특별시 강동구 고덕동 210-1번지에 위치해 있었다. 당시 서울승합, 삼선버스 등의 계열사였다.

## 주요 연혁
- 1993년 9월 1일: 서울승합 계열사로 회사 설립
- 2000년 7월: 서울특별시의 계열사 합병 권고로 당시 계열사인 삼선버스와 함께 서울승합에 흡수합병되었다.

## 주요 버스노선
- 고덕동 ↔ 상일동 고덕주공 3,4,5,6,7단지 ↔ 강동고등학교 ↔ 한영외국어고등학교 ↔ 명일여자고등학교 ↔ 길동 신동아아파트 ↔ 천동초등학교 ↔ 대순진리회 ↔ 영파여자고등학교 ↔ 풍납극동아파트 ↔ 강변역[1]
- 고덕동 ↔ 상일동 고덕주공 3,4,5,6,7단지 ↔ 강동고등학교 ↔ 한영외국어고등학교 ↔ 명일여자고등학교 ↔ 길동 신동아아파트 ↔ 천동초등학교 ↔ 강동구청 ↔ 영파여자고등학교 ↔ 풍납극동아파트 ↔ 강변역[2]

## 같이 보기
- 서울승합
- 삼선버스
- 한일교통
- 강동교통
- 신명운수